# Ganggrab im Jægerspris Skove

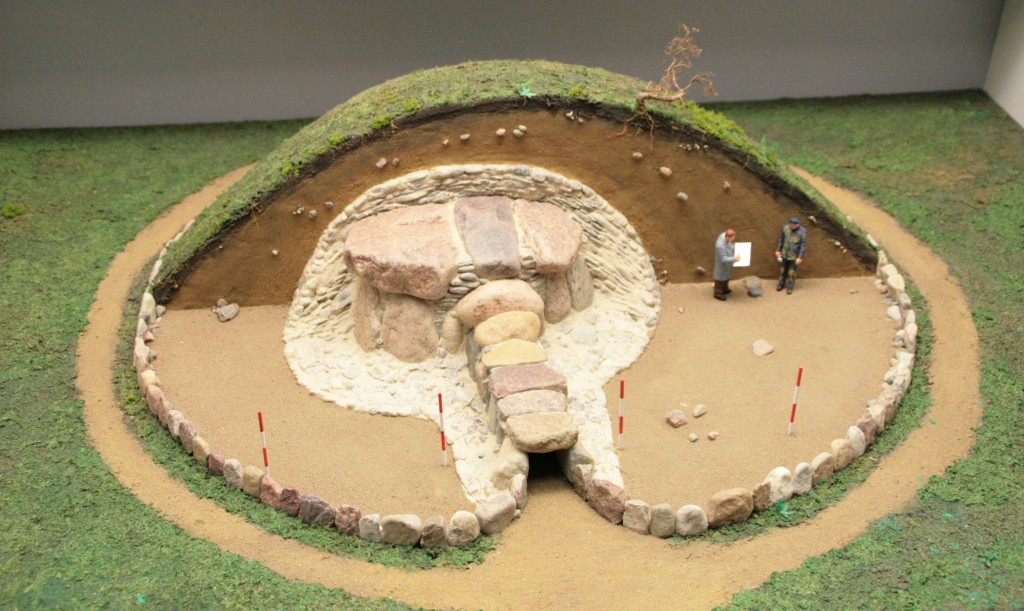
Ganggrabmodell

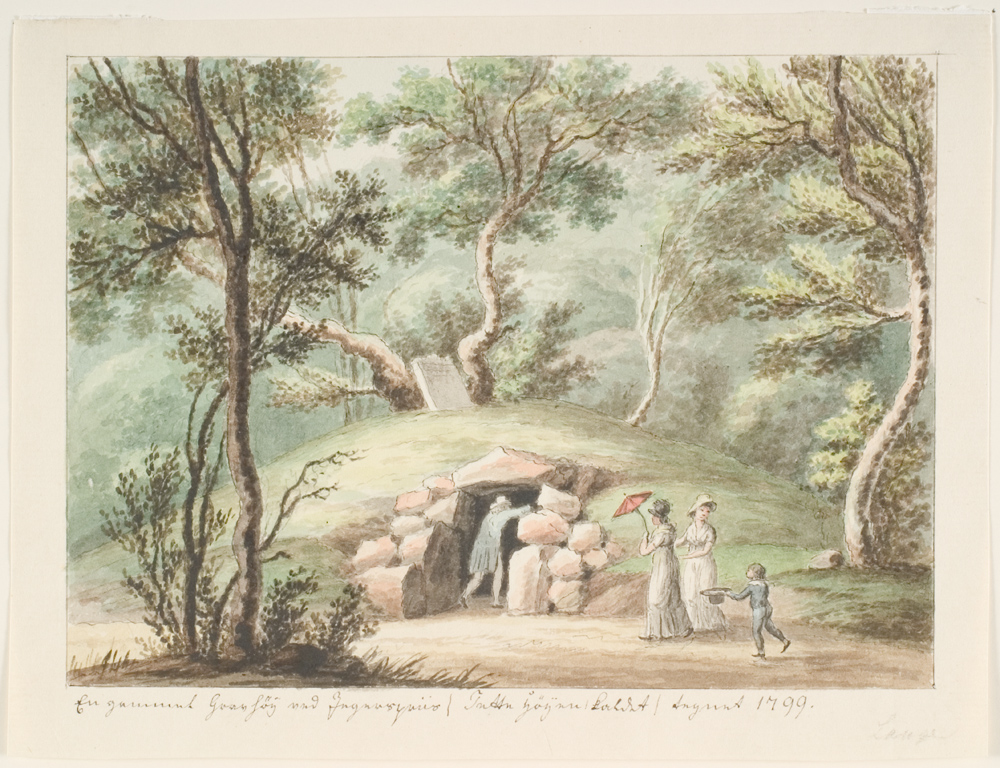
Søren L. Lange: Gravhøj ved Jægerspris

Das Ganggrab im Jægerspris Skove (auch Troldhøj oder Slotshegnet genannt) liegt im Süden des Waldes Slotshegnet, nördlich vom Ort Jægerspris in der Frederikssund Kommune auf der dänischen Insel Seeland. Das Ganggrab stammt aus der Jungsteinzeit etwa 3500–2800 v. Chr. und ist eine Megalithanlage der Trichterbecherkultur (TBK).
Der bewachsene Rundhügel ist etwa 3,0 m hoch und hat 27,0 m Durchmesser. Die 3,45 m lange, 1,95 m breite und 1,75 m hohe Kammer besteht aus acht Trag- und drei Decksteinen, der etwa 5,4 m lange und 0,75 m breite Gang aus fünf Tragsteinpaaren und zwei Decksteinen. Der äußere Teil des Ganges wurde restauriert. Auf dem Hügel erhebt sich ein Denkmal. 
In der Nähe liegt das Ganggrab Monseshøj und stehen die Runensteine Flemløse-Steine 1 und 2.